# Neotrionymus swetlanae
Neotrionymus swetlanae är en insektsart som beskrevs av Bazarov 1981. Neotrionymus swetlanae ingår i släktet Neotrionymus och familjen ullsköldlöss. Inga underarter finns listade i Catalogue of Life.